# 예술가의 초상
⟪예술가의 초상⟫(Portrait of an Artist (Pool with Two Figures))은 영국의 미술가 데이비드 호크니가 그린 팝 아트 회화이다. 캔버스 위에 아크릴 물감으로 그려졌으며 1972년 5월에 완성되었다. 세로는 7피트(2.1 미터), 가로는 10 피트(3 미터)로, 수면 아래에서 수영을 하는 한 사람과 옷을 입고 그를 내려보는 다른 한 사람을 묘사한다. 2018년 11월에 9천 3십만 달러에 판매되어, 생존 작가의 작품으로는 가장 비싸게 팔린 작품이 되었다. 현재까지 생존 작가의 가장 비싼 회화이긴 하지만 이 기록은 제프 쿤스의 1986년 조각인 ⟪토끼⟫가 9천 110만 달러에 판매되어 가장 비싼 작품이라는 기록은 깨지게 되었다.

## 배경
호크니는 존 커즈민(John Kasmin) 갤러리에서 성공적인 개인전을 치른 후 1964년 1월에 캘리포니아를 처음 방문하였다. 미국, 특히 로스앤젤레스는 호크니를 매료시켰는데, 부분적으로는 미국 영화의 영향 때문이었지만, 모더니즘 건축물인 케이스 스터디 하우스 #21(Case Study House #21) 때문이기도 하였다. 한편 동성애자 남성으로서 호크니는 로스앤젤레스에서 주로 근육질의 남성 사진을 게재하던 비프케이크 잡지(beefcake maganzine) ⟪피직 픽토리얼⟫(Physique Pictorial)의 팬이었다.